# Sporting Clube de Portugal 2018-2019
Questa voce raccoglie le informazioni riguardanti lo Sporting Clube de Portugal nelle competizioni ufficiali della stagione 2018-2019.

## Stagione
La stagione 2018-2019 dello Sporting CP è l'85ª in Primeira Liga. La squadra è allenata dal tecnico José Peseiro, dopo la brevissima parentesi di Siniša Mihajlović, che sostituisce dopo tre anni Jorge Jesus. Il 12 agosto avviene l'esordio in campionato contro il Moreirense, vincendo in trasferta 3-1. Nel girone di andata il derby de Lisboa si conclude 1-1. Il 31 agosto a Monte Carlo ha luogo il sorteggio dei gironi di Europa League che vede impegnati i lusitani nel girone E con gli inglesi dell'Arsenal, i campioni di Azerbaigian del Qarabağ e gli ucraini del Vorskla. L'esordio in Europa League sorride ai Leões che battono 2-0 il Qarabağ all'Alvalade. La prima sconfitta stagionale avviene il 24 settembre, per 1-0, in casa del Braga. Il 20 ottobre, grazie alla vittoria esterna per 2-1 contro il Loures, lo Sporting supera il terzo turno di Coppa di Portogallo. Il 25 ottobre i Leões subiscono la prima sconfitta interna, in occasione del match di Europa League contro l'Arsenal (0-1).
Il 1º novembre, in virtù della sconfitta per 1-2 subita all'Alvalade dall'Estoril Praia in Taça da Liga, José Peseiro viene sollevato dall'incarico di allenatore e al suo posto esordisce Tiago Fernandes, come allenatore ad interim. L'8 novembre viene scelto l'olandese Marcel Keizer come successore sulla panchina dei Leões. Il 24 novembre, grazie alla vittoria esterna per 4-1 con il Lusitano FC, lo Sporting supera il quarto turno di coppa nazionale. Il 29 novembre, mediante il tennistico 6-1 rifilato a domicilio al Qarabağ, i portoghesi si qualificano alla fase a eliminazione diretta con un turno di anticipo.
Il 19 dicembre lo Sporting supera gli ottavi di finale della coppa nazionale grazie al 5-2 inflitto in casa al Rio Ave. Il 29 dicembre, con la vittoria esterna per 4-1 sul campo del Feirense, i biancoverdi si qualificano alla fase finale della Taça da Liga. Il 12 gennaio si conclude il girone di andata dello Sporting Lisbona, che con il pari a reti inviolate arresta la striscia di 18 vittorie consecutive del Porto, e resta a 8 punti proprio dai campioni in carica. Il 16 gennaio la squadra di Keizer conquista le semifinali di Coppa di Portogallo, battendo il Feirense a domicilio per 2-0 ai quarti. Il 23 gennaio lo Sporting raggiunge la finale di Taça da Liga, vincendo ai rigori contro il Braga. Tre giorni dopo i Leões battono ai rigori il Porto e si aggiudicano, per il secondo anno consecutivo, la Taça da Liga.
Il 3 febbraio lo Sporting subisce la prima sconfitta interna del campionato, per mano del Benfica, perdendo contestualmente il derby di ritorno. Il 21 febbraio, in virtù del risultato complessivo di 1-2, lo Sporting viene eliminato ai sedicesimi di finale di Europa League per mano degli spagnoli del Villarreal. Il 3 aprile lo Sporting elimina il Benfica in semifinale di Taça de Portugal col risultato aggregato di 2-2, in virtù della regola dei gol in trasferta. Il 5 maggio il Belenenses SAD viene sconfitto per 1-8 dallo Sporting, che eguaglia il record della stagione 1984-85 in cui batté col medesimo risultato il Braga. Il 18 maggio si conclude il campionato dello Sporting Lisbona, con la sconfitta per 2-1 sul campo del Porto. Il 25 maggio, allo stadio nazionale di Jamor, lo Sporting vince la sua 17ª Taça de Portugal battendo ai rigori i rivali del Porto.

## Maglie e sponsor
Lo sponsor tecnico per la stagione 2018-2019 è per il terzo anno consecutivo Macron. Lo sponsor ufficiale è NOS, quello posteriore è Super Bock.
|  | Casa |  | Trasferta |  | Terza maglia |

## Organigramma societario
Dal sito internet ufficiale della società.
Area direttiva
- Presidente: Frederico Nuno Faro Varandas
- Vice-presidenti: Francisco Albuquerque Salgado Zenha, Filipe Miguel Rebelo Osório de Castro, Pedro José Correia de Barros de Lencastre, João Ataíde Ferreira Sampaio, Maria José Engrola Serrano Biléu Sancho
- Legali: Francisco José Nina Martins Rodrigues dos Santos, Rahim Jaherali Ahamad, Miguel Ingenerf Duarte Afonso, Miguel Maria do Nascimento Nogueira Leite, Alexandre Matos Jorge Ferreir
- Assistenti: André da Costa Cabral Bernardo, André Seabra dos Santos Cymbron

Area tecnica
- Allenatore: José Peseiro[1]; Tiago Fernandes[2]; Marcel Keizer[3]
- Allenatore in seconda: Nuno Presume[1]; Ricardo Dionísio[3]
- Allenatore in terza: Tiago Fernandes[1]
- Assistente: Vítor Peseiro[1]
- Preparatori dei portieri: Daniel Correia[1]; Nélson Pereira[3]
- Preparatore atletico: Ricardo Díonisio

## Rosa

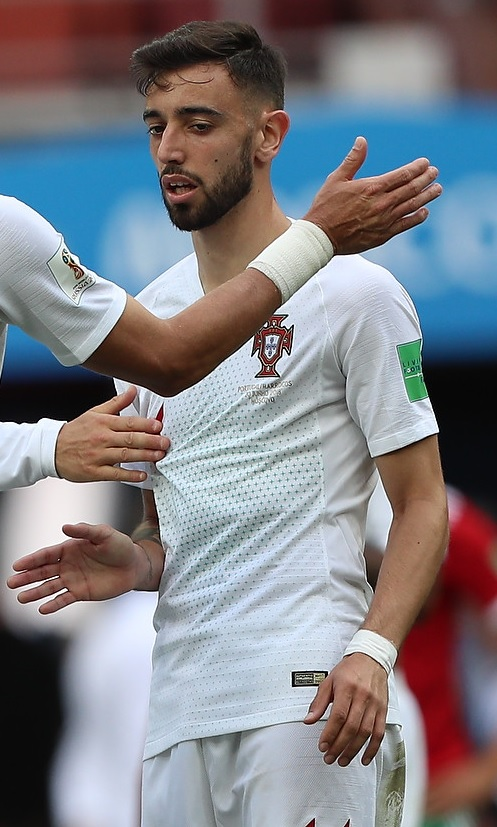
Bruno Fernandes (con la maglia del) è il nuovo capitano dello Sporting CP, dopo l'addio a stagione in corso di Nani

La rosa e la numerazione sono tratte dal sito ufficiale dello Sporting Lisbona
| N. |                               | Ruolo | Calciatore                 |
| -- | ----------------------------- | ----- | -------------------------- |
| 1  | Italia (bandiera)             | P     | Emiliano Viviano           |
| 2  | Brasile (bandiera)            | D     | Marcelo                    |
| 3  | Portogallo (bandiera)         | D     | Tiago Ilori                |
| 4  | Uruguay (bandiera)            | D     | Sebastián Coates           |
| 5  | Brasile (bandiera)            | D     | Jefferson Nascimento       |
| 6  | Portogallo (bandiera)         | D     | André Pinto                |
| 8  | Portogallo (bandiera)         | C     | Bruno Fernandes (capitano) |
| 9  | Argentina (bandiera)          | C     | Marcos Acuña               |
| 10 | Colombia (bandiera)           | A     | Fredy Montero              |
| 11 | Brasile (bandiera)            | C     | Bruno César                |
| 13 | Macedonia del Nord (bandiera) | D     | Stefan Ristovski           |
| 14 | Italia (bandiera)             | C     | Stefano Sturaro            |
| 16 | Argentina (bandiera)          | C     | Rodrigo Battaglia          |
| 17 | Portogallo (bandiera)         | A     | Nani                       |
| 18 | Portogallo (bandiera)         | C     | Carlos Mané                |
| 19 | Francia (bandiera)            | P     | Romain Salin               |
| 20 | Ghana (bandiera)              | D     | Lumor Agbenyenu            |
| 21 | Brasile (bandiera)            | A     | Raphinha                   |

| N. |                           | Ruolo | Calciatore         |
| -- | ------------------------- | ----- | ------------------ |
| 22 | Francia (bandiera)        | D     | Jérémy Mathieu     |
| 23 | Mali (bandiera)           | A     | Abdoulay Diaby     |
| 24 | Portogallo (bandiera)     | C     | Francisco Geraldes |
| 25 | Serbia (bandiera)         | C     | Radosav Petrović   |
| 26 | Colombia (bandiera)       | D     | Cristian Borja     |
| 27 | Croazia (bandiera)        | C     | Josip Mišić        |
| 28 | Paesi Bassi (bandiera)    | A     | Bas Dost           |
| 29 | Brasile (bandiera)        | A     | Luiz Phellype      |
| 30 | Paesi Bassi (bandiera)    | A     | Luc Castaignos     |
| 37 | Brasile (bandiera)        | C     | Wendel             |
| 40 | Brasile (bandiera)        | P     | Renan Ribeiro      |
| 76 | Portogallo (bandiera)     | D     | Bruno Gaspar       |
| 77 | Capo Verde (bandiera)     | A     | Jovane Cabral      |
| 81 | Portogallo (bandiera)     | P     | Luís Maximiano     |
| 86 | Serbia (bandiera)         | C     | Nemanja Gudelj     |
| 90 | Portogallo (bandiera)     | C     | Miguel Luís        |
| 98 | Costa d'Avorio (bandiera) | C     | Idrissa Doumbia    |

## Calciomercato

### Sessione estiva
| Acquisti         | Acquisti             | Acquisti          | Acquisti                          |
| R.               | Nome                 | da                | Modalità                          |
| ---------------- | -------------------- | ----------------- | --------------------------------- |
| P                | Renan Ribeiro        | Estoril Praia     | prestito oneroso (0,25 milioni €) |
| P                | Emiliano Viviano     | Sampdoria         | definitivo (2 milioni €)          |
| D                | Marcelo              | Rio Ave           | gratuito                          |
| D                | Bruno Gaspar         | Fiorentina        | definitivo (4,5 milioni €)        |
| D                | Stefan Ristovski     | Rijeka            | definitivo (1,15 milioni €)       |
| C                | Nemanja Gudelj       | Guangzhou E.      | prestito oneroso (3 milioni €)    |
| C                | Stefano Sturaro      | Juventus          | prestito                          |
| A                | Abdoulay Diaby       | Club Bruges       | definitivo (5 milioni €)          |
| A                | Nani                 | Valencia          | gratuito                          |
| A                | Raphinha             | Vitória Guimarães | definitivo (6,5 milioni €)        |
| Altre operazioni |                      |                   |                                   |
| R.               | Nome                 | da                | Modalità                          |
| D                | Jefferson Nascimento | Braga             | fine prestito                     |
| D                | Jonathan Silva       | Roma              | fine prestito                     |
| D                | Domingos Duarte      | Chaves            | fine prestito                     |
| D                | Tobias Figueiredo    | Nottingham Forest | fine prestito                     |
| D                | André Geraldes       | Belenenses SAD    | fine prestito                     |
| C                | Simeon Slavčev       | Lechia Danzica    | fine prestito                     |
| C                | Francisco Geraldes   | Rio Ave           | fine prestito                     |
| C                | Héldon               | Vitória Guimarães | fine prestito                     |
| C                | Carlos Mané          | Stoccarda         | fine prestito                     |
| C                | Mattheus Oliveira    | Vitória Guimarães | fine prestito                     |
| C                | Matheus Pereira      | Chaves            | fine prestito                     |
| A                | Leonardo Acevedo     | Boavista          | fine prestito                     |
| A                | Lukas Spalvis        | Kaiserslautern    | fine prestito                     |
| A                | Luc Castaignos       | Vitesse           | fine prestito                     |

| Cessioni         | Cessioni           | Cessioni              | Cessioni                         |
| R.               | Nome               | a                     | Modalità                         |
| ---------------- | ------------------ | --------------------- | -------------------------------- |
| P                | Rui Patrício       | Wolverhampton         | gratuito                         |
| D                | Fábio Coentrão     | Real Madrid           | fine prestito                    |
| D                | Cristiano Piccini  | Valencia              | definitivo (8 milioni €)         |
| C                | João Palhinha      | Braga                 | prestito                         |
| C                | Bryan Ruiz         | Santos                | gratuito                         |
| C                | Gelson Martins     | Atlético Madrid       | gratuito                         |
| C                | Daniel Podence     | Olympiacos            | gratuito                         |
| C                | Rúben Ribeiro      | Al-Ain                | svincolato                       |
| C                | William Carvalho   | Betis                 | definitivo (20 milioni €)        |
| A                | Seydou Doumbia     | Girona                | gratuito                         |
| Altre operazioni |                    |                       |                                  |
| R.               | Nome               | a                     | Modalità                         |
| P                | Pedro Silva        | Tondela               | prestito                         |
| D                | Douglas            |                       | svincolato                       |
| D                | Domingos Duarte    | Deportivo La Coruña   | fine prestito                    |
| D                | Tobias Figueiredo  | Nottingham Forest     | definitivo (2,3 milioni €)       |
| D                | André Geraldes     | Sporting Gijón        | prestito                         |
| D                | Stefan Ristovski   | Rijeka                | fine prestito                    |
| D                | Jonathan Silva     | Leganés               | prestito                         |
| C                | Francisco Geraldes | Eintracht Francoforte | prestito oneroso (0,2 milioni €) |
| C                | Héldon             | Al-Taawoun            | definitivo (0,25 milioni €)      |
| C                | Matheus Pereira    | Norimberga            | prestito                         |
| C                | Simeon Slavčev     | Qarabağ               | gratuito                         |
| A                | Leonardo Acevedo   | Zorja                 | prestito                         |
| A                | Rafael Leão        | Lilla                 | gratuito                         |
| A                | Lukas Spalvis      | Kaiserslautern        | gratuito                         |

### Sessione invernale
| Acquisti         | Acquisti           | Acquisti                | Acquisti                    |
| R.               | Nome               | da                      | Modalità                    |
| ---------------- | ------------------ | ----------------------- | --------------------------- |
| D                | Cristian Borja     | Toluca                  | definitivo (3,1 milioni €)  |
| D                | Tiago Ilori        | Reading                 | definitivo                  |
| C                | Idrissa Doumbia    | Achmat Groznyj          | definitivo (2,5 milioni €)  |
| A                | Luiz Phellype      | Paços Ferreira          | definitivo (0,55 milioni €) |
| Altre operazioni |                    |                         |                             |
| R.               | Nome               | da                      | Modalità                    |
| P                | Renan Ribeiro      | Estoril Praia           | definitivo (1 milione €)    |
| D                | Merih Demiral      | Alanyaspor              | fine prestito               |
| C                | Francisco Geraldes | Eintracht Francoforte   | fine prestito               |
| C                | Filipe Chaby       | Belenenses SAD          | definitivo                  |
| C                | Ryan Gauld         | Farense                 | fine prestito               |
| C                | Iuri Medeiros      | Genoa                   | fine prestito               |
| C                | Matheus Nunes      | Estoril Praia           | definitivo                  |
| C                | Gonzalo Plata      | Independiente del Valle | definitivo                  |
| C                | Alan Ruiz          | Colón (SF)              | fine prestito               |

| Cessioni         | Cessioni         | Cessioni            | Cessioni                   |
| R.               | Nome             | a                   | Modalità                   |
| ---------------- | ---------------- | ------------------- | -------------------------- |
| D                | Lumor Agbenyenu  | Göztepe             | prestito                   |
| D                | Marcelo          | Chicago Fire        | definitivo                 |
| C                | Bruno César      | Vasco da Gama       | gratuito                   |
| C                | Carlos Mané      | Union Berlino       | prestito                   |
| C                | Josip Mišić      | PAOK                | prestito                   |
| A                | Luc Castaignos   | Gyeongnam           | gratuito                   |
| A                | Fredy Montero    | Vancouver Whitecaps | gratuito                   |
| A                | Nani             | Orlando City        | gratuito                   |
| Altre operazioni |                  |                     |                            |
| R.               | Nome             | a                   | Modalità                   |
| P                | Renan Ribeiro    | Estoril Praia       | fine prestito              |
| P                | Emiliano Viviano | SPAL                | prestito                   |
| D                | Merih Demiral    | Alanyaspor          | definitivo (3,5 milioni €) |
| D                | Mauro Riquicho   | Louletano           | prestito                   |
| C                | Filipe Chaby     | Estoril Praia       | prestito                   |
| C                | Ryan Gauld       | Hibernian           | prestito                   |
| C                | Iuri Medeiros    | Legia Varsavia      | prestito                   |
| C                | Alan Ruiz        | Aldosivi            | prestito                   |
| C                | Stefano Sturaro  | Juventus            | fine prestito              |

## Risultati

### Primeira Liga

#### Girone di andata
| Arbitro: | Tiago Martins (Lisbona) |

|         |           |                                         |
| Heri 6’ | Marcatori | 16’ B. Fernandes 74’ (rig.), 90+1’ Dost |

| Arbitro: | Manuel Oliveira (Gondomar) |

|              |           |              |
| Nani 9’, 66’ | Marcatori | 18’ Zequinha |

| Arbitro: | Godinho (Évora) |

|                |           |                 |
| João Félix 86’ | Marcatori | 64’ (rig.) Nani |

| Arbitro: | Rui Oliveira (Porto) |

|            |           |  |
| Jovane 87’ | Marcatori |  |

| Arbitro: | Soares Dias (Porto) |

|                 |           |  |
| Dyego Sousa 67’ | Marcatori |  |

| Arbitro: | Nuno Almeida (Algarve) |

|                                     |           |  |
| B. Fernandes 12’ (rig.) Montero 35’ | Marcatori |  |

| Arbitro: | Hugo Miguel (Lisbona) |

|                                             |           |                           |
| Manafá 30’ Shōya 44’, 83’ João Carlos 90+3’ | Marcatori | 63’ Montero 88’ S. Coates |

| Arbitro: | Carlos Xistra (Castelo Branco) |

|                                |           |  |
| Nani 31’, 66’ B. Fernandes 64’ | Marcatori |  |

| Arbitro: | Manuel Mota (Braga) |

|               |           |                           |
| Zé Manuel 31’ | Marcatori | 62’ (rig.) Dost 75’ Acuña |

| Arbitro: | Tiago Martins (Lisbona) |

|                      |           |              |
| Dost 23’, 86’ (rig.) | Marcatori | 81’ Niltinho |

| Arbitro: | Carlos Xistra (Castelo Branco) |

|                |           |                                     |
| J. Schmidt 12’ | Marcatori | 8’ B. Fernandes 22’ Dost 72’ Jovane |

| Arbitro: | Vítor Ferreira (Braga) |

|                                    |           |             |
| Dost 40’, 48’ Nani 45+1’ Diaby 59’ | Marcatori | 18’ Defendi |

| Arbitro: | Fábio Veríssimo (Leiria) |

|                                                               |           |                          |
| Dost 35’ (rig.), 86’ (rig.) B. Fernandes 70’, 90’ Mathieu 73’ | Marcatori | 5’ Camacho 25’ Paločević |

| Arbitro: | Godinho (Évora) |

|          |           |  |
| Tozé 26’ | Marcatori |  |

| Arbitro: | João Capela (Lisbona) |

|                           |           |           |
| B. Gaspar 57’ M. Luís 82’ | Marcatori | 90’ Fredy |

| Arbitro: | Nuno Almeida (Algarve) |

|                       |           |             |
| Delgado 5’ Tomané 74’ | Marcatori | 76’ Mathieu |

| Lisbona 12 gennaio 2019, ore 15:30 WET 17ª giornata | Sporting Lisbona      | 0 – 0 referto | Porto | Estádio José Alvalade (45 174 spett.)\| Arbitro: \| Hugo Miguel (Lisbona) \| |
| Arbitro:                                            | Hugo Miguel (Lisbona) |               |       |                                                                              |

#### Girone di ritorno
| Arbitro: | Rui Costa (Porto) |

|                          |           |          |
| Nani 3’ B. Fernandes 26’ | Marcatori | 34’ Heri |

| Arbitro: | Hélder Malheiro (Lisbona) |

|             |           |          |
| Jhonder 24’ | Marcatori | 80’ Dost |

| Arbitro: | Soares Dias (Porto) |

|                                  |           |                                                              |
| B. Fernandes 43’ Dost 89’ (rig.) | Marcatori | 11’ Seferović 36’ João Félix 46’ Rúben Dias 73’ (rig.) Pizzi |

| Arbitro: | Manuel Mota (Braga) |

|            |           |                                          |
| Stivan 76’ | Marcatori | 44’ (aut.) Briseño 58’, 68’ B. Fernandes |

| Arbitro: | Jorge Sousa (Porto) |

|                                       |           |  |
| B. Fernandes 34’ Dost 50’ (rig.), 68’ | Marcatori |  |

| Funchal 25 febbraio 2019, ore 19:00 WET 23ª giornata | Marítimo                | 0 – 0 referto | Sporting Lisbona | Estádio dos Barreiros (9 174 spett.)\| Arbitro: \| Tiago Martins (Lisbona) \| |
| Arbitro:                                             | Tiago Martins (Lisbona) |               |                  |                                                                               |

| Arbitro: | João Capela (Lisbona) |

|                                                |           |              |
| Diaby 11’ Raphinha 12’ B. Fernandes 90’ (rig.) | Marcatori | 31’ Paulinho |

| Arbitro: | Pinheiro (Braga) |

|          |           |                                                  |
| Neris 2’ | Marcatori | 17’ (aut.) Edu Machado 90+3’ (rig.) B. Fernandes |

| Arbitro: | Manuel Oliveira (Porto) |

|              |           |  |
| Raphinha 59’ | Marcatori |  |

| Arbitro: | Manuel Mota (Braga) |

|                |           |                                       |
| André Luis 60’ | Marcatori | 24’, 90+11’ Phellype 80’ B. Fernandes |

| Arbitro: | Pedro Ramalho (Évora) |

|                                          |           |  |
| Phellype 12’ B. Fernandes 36’ Wendel 54’ | Marcatori |  |

| Arbitro: | Soares Dias (Porto) |

|            |           |                                           |
| Falcão 32’ | Marcatori | 24’ Phellype 44’ Mathieu 83’ B. Fernandes |

| Arbitro: | Carlos Xistra (Castelo Branco) |

|  |           |              |
|  | Marcatori | 63’ Phellype |

| Arbitro: | Rui Costa (Porto) |

|                           |           |  |
| Raphinha 40’ Phellype 52’ | Marcatori |  |

| Arbitro: | João Capela (Lisbona) |

|          |           |                                                                                               |
| Licá 61’ | Marcatori | 10’ Raphinha 45+1’ Phellype 65’ Gudelj 70’ (rig.), 75’, 83’ B. Fernandes 77’ Dost 89’ Doumbia |

| Arbitro: | Tiago Martins (Lisbona) |

|                 |           |            |
| B. Fernandes 6’ | Marcatori | 67’ Tomané |

| Arbitro: | Fábio Veríssimo (Leiria) |

|                           |           |              |
| Danilo 77’ H. Herrera 87’ | Marcatori | 61’ Phellype |

### Taça de Portugal
| Arbitro: | João Pinto (Lisbona) |

|               |           |                           |
| Juninho 90+1’ | Marcatori | 42’ B. Fernandes 56’ Nani |

| Arbitro: | António Nobre (Leiria) |

|                |           |                                          |
| 44’ Diogo Braz | Marcatori | 42’, 71’ Dost 64’ B. Fernandes 73’ Diaby |

| Arbitro: | Pinheiro (Braga) |

|                                              |           |                                            |
| Diaby 3’, 77’ Dost 32’, 61’ B. Fernandes 42’ | Marcatori | 45+1’ (aut.) B. Gaspar 83’ (rig.) Vinícius |

| Arbitro: | Fábio Veríssimo (Leiria) |

|  |           |                             |
|  | Marcatori | 64’ Wendel 66’ B. Fernandes |

| Arbitro: | Godinho (Évora) |

|                                    |           |                  |
| Gabriel 16’ Tiago Ilori 64’ (aut.) | Marcatori | 82’ B. Fernandes |

| Arbitro: | Hugo Miguel (Lisbona) |

|                  |           |  |
| B. Fernandes 75’ | Marcatori |  |

| Arbitro: | Jorge Sousa (Porto) |

|                                                       |                      |                                               |
| Danilo 45’ (aut.) Dost 101’                           | Marcatori            | 40’ Soares 120’ Felipe                        |
| Dost B. Fernandes Mathieu Raphinha S. Coates Phellype | Tiri di rigore 5 – 4 | Soares Danilo Pepe Adrián Hernâni Fernando A. |

### Taça da Liga

#### Fase a gironi
| Arbitro: | Manuel Mota (Braga) |

|                                           |           |            |
| Raphinha 26’ B. Fernandes 53’ (rig.), 63’ | Marcatori | 60’ Correa |

| Arbitro: | Hélder Malheiro (Lisbona) |

|           |           |                                     |
| Wendel 9’ | Marcatori | 71’ Sandro Lima 82’ (aut.) A. Pinto |

| Arbitro: | Rui Costa (Porto) |

|                        |           |                                                          |
| Tiago Silva 24’ (rig.) | Marcatori | 4’ Raphinha 21’ B. Fernandes 60’ Dost 67’ (aut.) Machado |

#### Fase finale
| Arbitro: | Manuel Oliveira (Porto) |

|                                                                    |                      |                                                               |
| Dyego Sousa 3’                                                     | Marcatori            | 37’ S. Coates                                                 |
| R. Horta Paulinho Murilo M. Goiano Dyego Sousa Claudemir R. Ryller | Tiri di rigore 3 – 4 | Dost S. Coates B. Fernandes Nani Raphinha Ristovski Jefferson |

| Arbitro: | Pinheiro (Braga) |

|                               |                      |                                  |
| Fernando A. 79’               | Marcatori            | 90+2’ (rig.) Dost                |
| Telles Militão Hernâni Felipe | Tiri di rigore 1 – 3 | Dost S. Coates B. Fernandes Nani |

### Europa League

#### Fase a gironi
| Arbitro: | Letexier |

|                         |           |  |
| Raphinha 54’ Jovane 88’ | Marcatori |  |

| Arbitro: | Dabanović |

|           |           |                            |
| Kulač 10’ | Marcatori | 90+1’ Montero 90+3’ Jovane |

| Arbitro: | Skomina |

|  |           |             |
|  | Marcatori | 77’ Welbeck |

| Londra 8 novembre 2018, ore 21:00 CET Gruppo E – 4ª giornata | Arsenal | 0 – 0 referto | Sporting Lisbona | Emirates Stadium (59 758 spett.)\| Arbitro: \| Mažeika \| |
| Arbitro:                                                     | Mažeika |               |                  |                                                           |

| Arbitro: | Ardeleanu |

|            |           |                                                              |
| Zoubir 14’ | Marcatori | 5’ (rig.) Dost 20’, 75’ B. Fernandes 33’ Nani 65’, 82’ Diaby |

| Arbitro: | Schüttengruber |

|                                           |           |  |
| Montero 17’ M. Luís 35’ Dallku 44’ (aut.) | Marcatori |  |

#### Fase a eliminazione diretta
| Arbitro: | Turpin |

|  |           |            |
|  | Marcatori | 3’ Pedraza |

| Arbitro: | Královec |

|             |           |                    |
| Fornals 80’ | Marcatori | 45+1’ B. Fernandes |

## Statistiche

### Statistiche di squadra
| Competizione     | Punti | In casa | In casa | In casa | In casa | In casa | In casa | In trasferta | In trasferta | In trasferta | In trasferta | In trasferta | In trasferta | Totale | Totale | Totale | Totale | Totale | Totale | DR  |
| Competizione     | Punti | G       | V       | N       | P       | Gf      | Gs      | G            | V            | N            | P            | Gf           | Gs           | G      | V      | N      | P      | Gf     | Gs     | DR  |
| ---------------- | ----- | ------- | ------- | ------- | ------- | ------- | ------- | ------------ | ------------ | ------------ | ------------ | ------------ | ------------ | ------ | ------ | ------ | ------ | ------ | ------ | --- |
| Primeira Liga    | 74    | 17      | 14      | 2       | 1       | 38      | 13      | 17           | 9            | 3            | 5            | 34           | 20           | 34     | 23     | 5      | 6      | 72     | 33     | +39 |
| Taça de Portugal | -     | 2       | 2       | 0       | 0       | 6       | 2       | 4            | 3            | 0            | 1            | 9            | 4            | 7      | 5      | 1      | 1      | 17     | 8      | +9  |
| Taça da Liga     | 6     | 2       | 1       | 0       | 1       | 4       | 3       | 1            | 1            | 0            | 0            | 4            | 1            | 5      | 2      | 2      | 1      | 10     | 6      | +4  |
| Europa League    | 13    | 4       | 2       | 0       | 2       | 5       | 2       | 4            | 2            | 2            | 0            | 9            | 3            | 8      | 4      | 2      | 2      | 14     | 5      | +9  |
| Totale           | 91    | 23      | 19      | 2       | 4       | 53      | 20      | 26           | 15           | 5            | 6            | 56           | 28           | 54     | 34     | 10     | 10     | 113    | 52     | +61 |

### Andamento in campionato
| Giornata  | 1 | 2 | 3 | 4 | 5 | 6 | 7 | 8 | 9 | 10 | 11 | 12 | 13 | 14 | 15 | 16 | 17 | 18 | 19 | 20 | 21 | 22 | 23 | 24 | 25 | 26 | 27 | 28 | 29 | 30 | 31 | 32 | 33 | 34 |
| --------- | - | - | - | - | - | - | - | - | - | -- | -- | -- | -- | -- | -- | -- | -- | -- | -- | -- | -- | -- | -- | -- | -- | -- | -- | -- | -- | -- | -- | -- | -- | -- |
| Luogo     | T | C | T | C | T | C | T | C | T | C  | T  | C  | C  | T  | C  | T  | C  | C  | T  | C  | T  | C  | T  | C  | T  | C  | T  | C  | T  | T  | C  | T  | C  | T  |
| Risultato | V | V | N | V | P | V | P | V | V | V  | V  | V  | V  | P  | V  | P  | N  | V  | N  | P  | V  | V  | N  | V  | V  | V  | V  | V  | V  | V  | V  | V  | N  | P  |
| Posizione | 3 | 3 | 2 | 3 | 4 | 4 | 5 | 5 | 3 | 2  | 2  | 2  | 2  | 3  | 2  | 4  | 4  | 4  | 4  | 4  | 4  | 4  | 4  | 4  | 4  | 4  | 3  | 3  | 3  | 3  | 3  | 3  | 3  | 3  |

Legenda:

Luogo: C = Casa; T = Trasferta. Risultato: V = Vittoria; N = Pareggio; P = Sconfitta.

### Statistiche dei giocatori
In corsivo i calciatori che hanno lasciato la società a stagione in corso.
| Giocatore     | Primeira Liga | Primeira Liga | Primeira Liga | Primeira Liga | Taça de Portugal+ Taça da Liga | Taça de Portugal+ Taça da Liga | Taça de Portugal+ Taça da Liga | Taça de Portugal+ Taça da Liga | Europa League | Europa League | Europa League | Europa League | Totale   | Totale | Totale      | Totale     |
| Giocatore     | Presenze      | Reti          | Ammonizioni   | Espulsioni    | Presenze                       | Reti                           | Ammonizioni                    | Espulsioni                     | Presenze      | Reti          | Ammonizioni   | Espulsioni    | Presenze | Reti   | Ammonizioni | Espulsioni |
| ------------- | ------------- | ------------- | ------------- | ------------- | ------------------------------ | ------------------------------ | ------------------------------ | ------------------------------ | ------------- | ------------- | ------------- | ------------- | -------- | ------ | ----------- | ---------- |
| M. Acuña      | 30            | 1             | 9             | 1             | 5+4                            | 0+0                            | 2+1                            | 0+0                            | 6             | 0             | 3             | 1             | 45       | 1      | 15          | 2          |
| R. Battaglia  | 8             | 0             | 3             | 0             | 0+1                            | 0+0                            | 0+1                            | 0+0                            | 2             | 0             | 1             | 0             | 11       | 0      | 5           | 0          |
| C. Borja      | 11            | 0             | 1             | 2             | 2+-                            | 0+-                            | 1+-                            | 0+-                            | 1             | 0             | 0             | 0             | 14       | 0      | 2           | 2          |
| L. Castaignos | 3             | 0             | 0             | 0             | 1+0                            | 0+0                            | 0+0                            | 0+0                            | 0             | 0             | 0             | 0             | 4        | 0      | 0           | 0          |
| B. César      | 4             | 0             | 0             | 0             | 1+0                            | 0+0                            | 0+0                            | 0+0                            | 0             | 0             | 0             | 0             | 5        | 0      | 0           | 0          |
| S. Coates     | 31            | 1             | 8             | 1             | 6+4                            | 0+1                            | 2+0                            | 0+0                            | 8             | 0             | 1             | 0             | 49       | 2      | 11          | 1          |
| A. Diaby      | 29            | 2             | 3             | 0             | 5+4                            | 3+0                            | 1+0                            | 0+0                            | 6             | 2             | 0             | 0             | 44       | 7      | 4           | 0          |
| B. Dost       | 22            | 15            | 2             | 0             | 5+4                            | 5+2                            | 0+0                            | 0+0                            | 4             | 1             | 0             | 0             | 35       | 23     | 2           | 0          |
| I. Doumbia    | 12            | 1             | 2             | 0             | 2+0                            | 0+0                            | 0+0                            | 0+0                            | 0             | 0             | 0             | 0             | 14       | 1      | 2           | 0          |
| B. Fernandes  | 33            | 20            | 9             | 0             | 7+5                            | 6+3                            | 1+3                            | 0+0                            | 8             | 3             | 3             | 0             | 53       | 32     | 16          | 0          |
| B. Gaspar     | 16            | 1             | 4             | 0             | 6+3                            | 0+0                            | 4+0                            | 0+0                            | 5             | 0             | 1             | 0             | 30       | 1      | 9           | 0          |
| F. Geraldes   | 3             | 0             | 1             | 0             | 0+0                            | 0+0                            | 0+0                            | 0+0                            | 0             | 0             | 0             | 0             | 3        | 0      | 1           | 0          |
| N. Gudelj     | 27            | 1             | 13            | 0             | 7+4                            | 0+0                            | 3+1                            | 0+0                            | 5             | 0             | 0             | 0             | 43       | 1      | 17          | 0          |
| Jefferson     | 11            | 0             | 4             | 0             | 3+5                            | 0+0                            | 0+0                            | 0+0                            | 3             | 0             | 0             | 1             | 22       | 0      | 4           | 1          |
| Jovane        | 18            | 2             | 2             | 0             | 4+2                            | 0+0                            | 0+1                            | 0+0                            | 7             | 2             | 1             | 0             | 31       | 4      | 4           | 0          |
| A. Lumor      | 1             | 0             | 0             | 0             | 0+1                            | 0+0                            | 0+0                            | 0+0                            | 0             | 0             | 0             | 0             | 2        | 0      | 0           | 0          |
| C. Mané       | 2             | 0             | 0             | 0             | 1+1                            | 0+0                            | 0+0                            | 0+0                            | 3             | 0             | 0             | 0             | 7        | 0      | 0           | 0          |
| Marcelo       | 0             | 0             | 0             | 0             | 1+1                            | 0+0                            | 0+0                            | 0+0                            | 0             | 0             | 0             | 0             | 2        | 0      | 0           | 0          |
| J. Mathieu    | 24            | 3             | 3             | 0             | 5+2                            | 0+0                            | 1+0                            | 0+0                            | 2             | 0             | 0             | 1             | 33       | 3      | 4           | 1          |
| P. Marques    | 0             | 0             | 0             | 0             | 0+0                            | 0+0                            | 0+0                            | 0+0                            | 1             | 0             | 0             | 0             | 1        | 0      | 0           | 0          |
| L. Maximiano  | 0             | -0            | 0             | 0             | 0+0                            | -0+-0                          | 0+0                            | 0+0                            | 0             | -0            | 0             | 0             | 0        | 0      | 0           | 0          |
| M. Luís       | 8             | 1             | 0             | 0             | 2+1                            | 0+0                            | 0+0                            | 0+0                            | 3             | 1             | 2             | 0             | 14       | 2      | 2           | 0          |
| J. Mišić      | 3             | 0             | 0             | 0             | 0+0                            | 0+0                            | 0+0                            | 0+0                            | 0             | 0             | 0             | 0             | 3        | 0      | 0           | 0          |
| F. Montero    | 9             | 2             | 1             | 0             | 0+2                            | 0+0                            | 0+0                            | 0+0                            | 5             | 2             | 0             | 0             | 16       | 4      | 1           | 0          |
| Nani          | 18            | 7             | 4             | 0             | 3+2                            | 1+0                            | 0+1                            | 0+0                            | 5             | 1             | 0             | 0             | 28       | 9      | 5           | 0          |
| B. Paz        | 0             | 0             | 0             | 0             | 0+0                            | 0+0                            | 0+0                            | 0+0                            | 1             | 0             | 0             | 0             | 1        | 0      | 0           | 0          |
| R. Petrović   | 11            | 0             | 4             | 0             | 4+3                            | 0+0                            | 0+2                            | 0+0                            | 5             | 0             | 1             | 0             | 23       | 0      | 7           | 0          |
| L. Phellype   | 14            | 8             | 1             | 0             | 4+1                            | 0+0                            | 2+0                            | 0+0                            | 2             | 0             | 1             | 0             | 21       | 8      | 4           | 0          |
| A. Pinto      | 11            | 0             | 1             | 0             | 3+4                            | 0+0                            | 0+2                            | 0+0                            | 6             | 0             | 0             | 0             | 24       | 0      | 3           | 0          |
| Raphinha      | 24            | 4             | 6             | 0             | 4+4                            | 0+2                            | 2+0                            | 0+0                            | 4             | 1             | 1             | 0             | 36       | 7      | 9           | 0          |
| R. Ribeiro    | 27            | -26           | 2             | 1             | 6+2                            | -8+-2                          | 0+1                            | 0+0                            | 3             | -2            | 0             | 0             | 38       | -38    | 3           | 1          |
| S. Ristovski  | 23            | 0             | 4             | 3             | 2+3                            | 0+0                            | 1+1                            | 0+0                            | 5             | 0             | 0             | 0             | 33       | 0      | 6           | 3          |
| R. Salin      | 9             | -7            | 1             | 0             | 1+3                            | -0+-4                          | 0+0                            | 0+0                            | 5             | -3            | 0             | 0             | 18       | -14    | 1           | 0          |
| S. Sturaro    | 0             | 0             | 0             | 0             | 0+0                            | 0+0                            | 0+0                            | 0+0                            | 0             | 0             | 0             | 0             | 0        | 0      | 0           | 0          |
| Thierry C.    | 0             | 0             | 0             | 0             | 0+0                            | 0+0                            | 0+0                            | 0+0                            | 2             | 0             | 0             | 0             | 2        | 0      | 0           | 0          |
| Tiago Ilori   | 6             | 0             | 0             | 0             | 3+-                            | 0+-                            | 1+-                            | 0+-                            | 1             | 0             | 1             | 0             | 10       | 0      | 2           | 0          |
| E. Viviano    | 0             | -0            | 0             | 0             | 0+0                            | -0+-0                          | 0+0                            | 0+0                            | 0             | -0            | 0             | 0             | 0        | 0      | 0           | 0          |
| Wendel        | 21            | 1             | 4             | 0             | 5+4                            | 1+1                            | 0+0                            | 0+0                            | 3             | 0             | 0             | 0             | 33       | 3      | 4           | 0          |